# 동물 사료

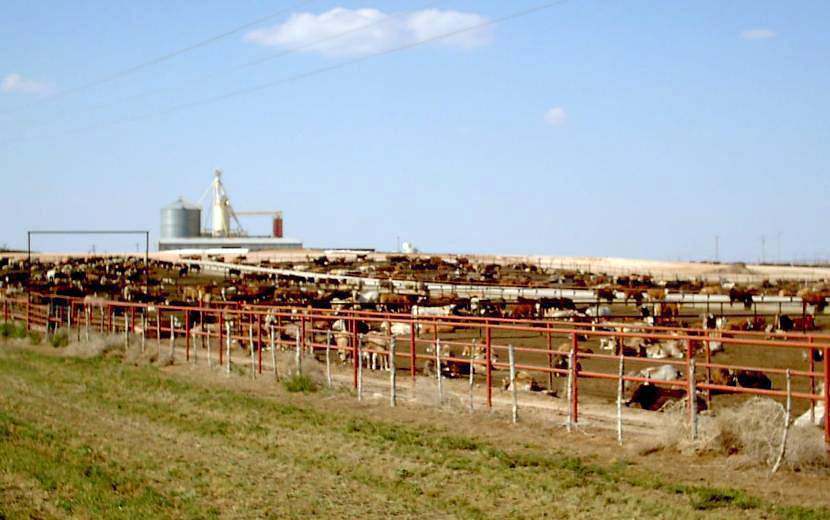
소를 도축하기 전에 곡물로 살을 찌우고 있는 미국 텍사스의 한 비육장.

동물 사료(動物飼料, 영어: animal feed)는 축산 과정에서 가축에게 제공되는 식품이다. 동물 사료에는 먹이와 여물의 두 가지 기본 유형이 있다. 단독으로 사용하면 사료라는 단어는 먹이를 가리키는 경우가 더 많다. 동물 사료는 동물 농업에 중요한 투입물이며 동물을 사육하거나 유지하는 데 주요 비용이 되는 경우가 많다. 농장에서는 일반적으로 직접 재배하거나 동물을 방목하거나 맥주 양조에서 나오는 음식물 쓰레기와 같은 대체품으로 값비싼 사료를 보충함으로써 이러한 식품의 비용을 줄이려고 노력한다.

## 같이 보기
- 축산
- 여물